# Симптомы Брудзинского
Симптомы Брудзинского — группа симптомов, которые возникают вследствие раздражения мозговых оболочек. Являются одними из менингеальных симптомов и могут возникать при целом ряде заболеваний.
Описаны польским врачом-педиатром Йозефом Брудзинским в начале XX столетия.
Выделяют:
- Верхний симптом Брудзинского — непроизвольное сгибание ног и подтягивание их к животу при попытке пассивного сгибания головы. Впервые описан в 1909 году[1].
- Средний (лобковый) симптом Брудзинского — при давлении на лобок ноги сгибаются в тазобедренном и коленных суставах. Описан в 1916 году[2].
- Нижний симптом Брудзинского — при проверке с одной стороны симптома Кернига другая нога, сгибаясь в коленном и тазобедренном суставах, подтягивается к животу. Описан в 1908 году[3].
- Щёчный симптом Брудзинского — при надавливании на щеку ниже скуловой дуги рефлекторно поднимаются плечи и сгибаются руки в локтевых суставах у больного. Описан в 1916 году[4].